# Masiukowszczyzna (przystanek kolejowy)
Masiukowszczyzna (biał. Масюкоўшчына, ros. Масюковщина) – przystanek kolejowy w Mińsku, na Białorusi.